# Чемпионат Азии по шоссейному велоспорту
Чемпионат Азии по шоссейному велоспорту (англ. Asian Road Cycling Championships) — ежегодное соревнование велогонщиков стран Азии по шоссейным дисциплинам велоспорта под эгидой Азиатской конфедерации велоспорта. Проводится как самостоятельный турнир с 2017 года; ранее шоссейные велогонки входили в программу чемпионата Азии по велоспорту.

## История
Первые континентальные состязания по шоссейным дисциплинам состоялись в 1963 году в рамках чемпионата Азии по велоспорту.
В 2014 году было принято (в 2016 году — одобрено) решение разделить, начиная с 2017 года, чемпионат континента на два независимых турнира — по шоссейным и трековым велогонкам, проводимых в разных странах и в разные месяцы одного года. Решение было принято, чтобы дать возможность странам, где нет велотреков, принимать соревнования на шоссе и тем самым продвигать велоспорт. 
Оба соревнования унаследовали нумерацию турниров: так, если чемпионат Азии по велоспорту 2016 года был 36‑м, то в 2017 году чемпионаты Азии и по шоссейному, и по трековому велоспорту стали 37‑ми по счёту.

## Чемпионаты
| Номер | Год  | Страна      | Город    |
| ----- | ---- | ----------- | -------- |
| 37    | 2017 | Бахрейн     | Манама   |
| 38    | 2018 | Мьянма      | Нейпьидо |
| 39    | 2019 | Узбекистан  | Ташкент  |
| 40    | 2020 | Малайзия    |          |
| 41    | 2021 | ОАЭ         |          |
| 42    | 2022 | Таджикистан | Душанбе  |